# Dicranomyia atrescens
Dicranomyia atrescens är en tvåvingeart som beskrevs av Alexander 1915. Dicranomyia atrescens ingår i släktet Dicranomyia och familjen småharkrankar. Inga underarter finns listade i Catalogue of Life.